# Ischnangela eremocentra
Ischnangela eremocentra är en fjärilsart som beskrevs av Edward Meyrick 1933. Ischnangela eremocentra ingår i släktet Ischnangela och familjen fransmalar. Inga underarter finns listade i Catalogue of Life.